# Concerto interrotto

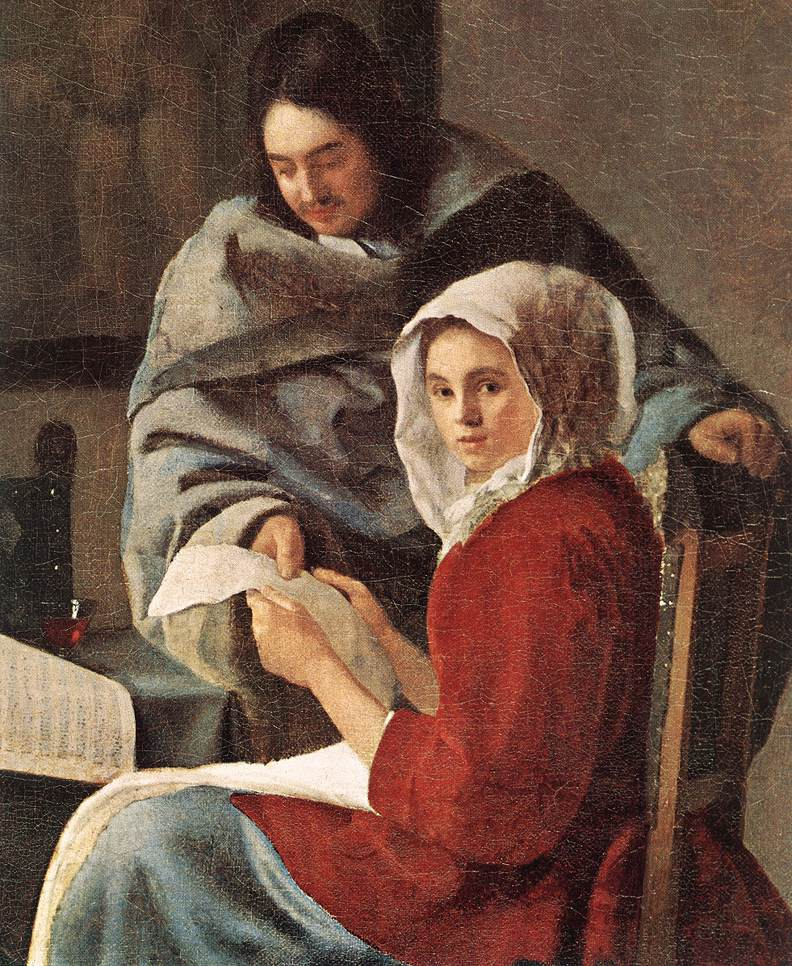
Dettaglio

Il Concerto interrotto è un dipinto ad olio su tela (39,3x44,4 cm) di Jan Vermeer, databile al 1660 circa e conservato nella Frick Collection di New York; è anche conosciuto come Gentiluomo e fanciulla con musica.

## Storia
Il dipinto è forse tra quelli inventariati nell'asta della collezione Dissius ad Amsterdam (16 maggio 1696), probabilmente indicato al n.10: «Un gentiluomo e una giovane dama che fanno musica in una stanza. Dello stesso [Vermeer]; fiorini 81.0». In ogni caso la prima menzione certa dell'opera è in un'asta ad Amsterdam nel 1810, dove fu venduta per 640 fiorini. Nel catalogo della vendita l'uomo veniva indicato come "maestro di musica".
Nel 1810 è ricordato in un'asta ad Amsterdam in cattivo stato di conservazione. Passò per varie collezioni private finché nel 1901 lo acquistò Henry Clay Frick.
L'opera è in cattive condizioni di conservazione: ciò ha fatto anche sì, in passato, che venisse ritenuto una copia da un originale perduto del maestro.

## Descrizione e stile
In primo piano vi è una ragazza seduta che legge uno spartito musicale, mentre un gentiluomo dell'epoca è proteso verso di lei. Si dovrebbe ricordare che la musica, spesso soggetto delle scene dipinte in interno da Vermeer, era, nel XVII secolo, allegoria e simbolo del corteggiamento, seppure qui trattata in maniera lirica e priva di qualsiasi trivialità. Questo fatto è ulteriormente richiamato dal dipinto nel dipinto: sulla parete di fondo, infatti, si intravede un Cupido con un braccio alzato che regge una carta (un'allegoria delle fedeltà). Quest'ultimo motivo è infatti ripreso da un libro popolare ai tempi (pubblicato nel 1608) e simboleggiava la fedeltà ad un unico partner sentimentale. È presente tale e quale anche nello sfondo rappresentato in Donna in piedi alla spinetta. Particolare che conferma la serietà del messaggio che il pittore ci vuole far arrivare, insieme alla non ambiguità dei gesti ritratti e allo sguardo rivolto all'esterno, al pubblico, da parte della ragazza.
La tela raffigura lo scorcio di una stanza signorile con una finestra, un tavolo ed un dipinto incorniciato, particolari che ricorrono anche nei quadri succitati, oltre che, il finto quadro, in numerose altre opere di Vermeer. La gabbietta appesa a sinistra è un elemento spurio, aggiunto in seguito, forse per coprire una zona particolarmente danneggiata. In quell'occasione venne aggiunto anche un violino con archetto, rimosso poi dai restauri.
Evidente è anche la somiglianza e l'apparente vicinanza estetica con altre due opere dello stesso autore, il Bicchiere di vino e la  Fanciulla che beve, in cui si riconoscono uno stesso impianto stilistico e architettonico.